# U.S. Route 2
U.S. Route 2 (US 2, U.S. Highway 2) – amerykańska magistrala drogowa biegnąca w kierunku zachodnio-wschodnim, o długości 2571 mil (4138 km). Istnieje od 1926 roku. US 2 dzieli się na dwa segmenty, które są ze sobą połączone za pomocą dróg przebiegających m.in. przez terytorium południowej Kanady. US 2 jest jedyną amerykańską magistralą należącą do systemu dróg U.S. Highway System, która była podzielona na dwa oddzielne segmenty po utworzeniu U.S. Highway System w 1926 roku.
Zachodni segment magistrali US 2 zaczyna się przy skrzyżowaniu z autostradą międzystanową nr 5 w mieście Everett w stanie Waszyngton (na północ od Seattle), natomiast kończy się przy skrzyżowaniu z autostradą międzystanową nr 75 w mieście St. Ignace w stanie Michigan. Wschodni segment US 2 rozpoczyna się przy skrzyżowaniu z U.S. Route 11 w Rouses Point w stanie Nowy Jork, natomiast kończy przy skrzyżowaniu z autostradą międzystanową nr 95 w Houlton w stanie Maine.
Jak sama liczba wskazuje, magistrala US 2 jest najdalej wysuniętą na północ trasą U.S. Route biegnącą w kierunku zachodnio-wschodnim na terenie Stanów Zjednoczonych
Odcinek US 2 na terenie Nowej Anglii w latach 1922–1926 nosił nazwę New England Route 15.

## Opis trasy

### Zachodni segment
| Stan            | Długość odcinka (mile) | Długość odcinka (km) |
| --------------- | ---------------------- | -------------------- |
| Waszyngton      | 325                    | 523                  |
| Idaho           | 80                     | 129                  |
| Montana         | 667                    | 1073                 |
| Dakota Północna | 354                    | 570                  |
| Minnesota       | 264                    | 425                  |
| Wisconsin       | 120                    | 193                  |
| Michigan        | 305                    | 491                  |
| Razem           | 2115                   | 3403                 |

#### Waszyngton
W stanie Waszyngton, magistrala US 2 biegnie przez Góry Kaskadowe, będąc jednocześnie najdalej położoną na północ drogą przecinającą te góry, która jest otwarta przez cały rok. Jej bieg rozpoczyna się przy węźle autostradowym z autostradą Interstate 5 oraz drogą stanową nr 529 w mieście Everett, gdzie kieruje się na wschód, w stronę przełęczy Stevens. 6 km na wschód od Leavenworth US 2 krzyżuje się z U.S. Route 97, tym samym rozpoczynając z tą drogą współbieżny odcinek, przekraczający m.in. rzekę Columbia w mieście Wenatchee. W tym mieście droga przemieszcza się na północ w kierunku miejscowości Orondo, gdzie US 97 biegnie dalej na północ, a US 2 na wschód do miasta Spokane, po czym przekracza granicę ze stanem Idaho w mieście Newport.

#### Idaho
Po przekroczeniu granicy stanów Waszyngton-Idaho, US 2 podąża wzdłuż rzeki Pend Oreille do jej źródła w jeziorze Pend Oreille, po drodze mijając miasto Priest River. W Priest River dochodzi do skrzyżowania US 2 z drogą stanową Idaho State Highway 57, w odległości 5.8 mil od granicy Waszyngton-Idaho. 23 mile dalej, w mieście Sandpoint, US 2 łączy się z U.S. Route 95, które następnie biegną wspólną trasą na odcinku o długości około 36 mil. US 2 i US 95 rozdzielają się w mieście Bonners Ferry, w którym US 95 kieruje się na północ, do granicy USA-Kanada, a US 95 kieruje się na wschód, do granicy stanów Idaho-Montana.

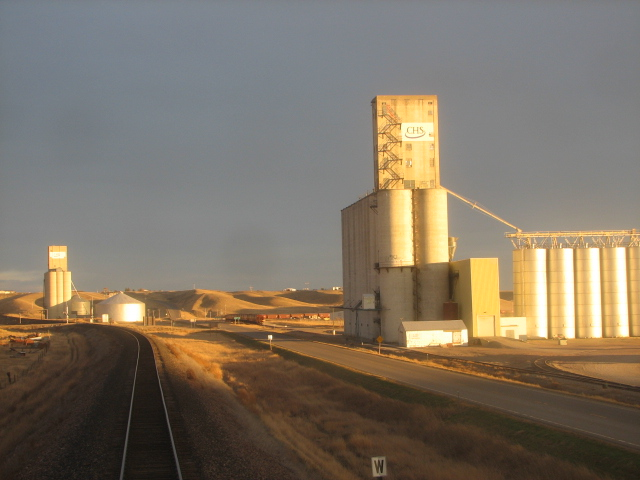
Elewator w mieście Shelby (Montana)

#### Montana
Odcinek US 2 biegnie przez północną część stanu Montana. W zachodniej części Montany US 2 przebiega przez dużą ilość przepięknych miejsc, m.in. Park Narodowy Glacier. US 2 w stanie Montana przebiega przez trzy rezerwaty Indian. Duża część odcinka US 2 w stanie Montana biegnie wzdłuż linii kolejowej należącej do BNFS Railway.
Odcinek magistrali US 2 w stanie Montana zaczyna się 10 mil od miasta Troy, niedaleko najniżej położonego miejsca w stanie Montana, którym jest rzeka Kootenay. Pierwszym dużym miastem w Montanie jest miasto Libby. Po jego opuszczeniu US 2 skręca na południe i biegnie do miasta Kalispell, na północ od jeziora Flathead, które jest największym jeziorem słodkowodnym położonym na zachód od rzeki Missisipi. Od tego miejsca US 2 podąża wzdłuż południowej granicy parku narodowego Glacier i rzeki Flathead. Po przekroczeniu przełęczy Marias, US 2 opuszcza Góry Skaliste i rozpoczyna swoją trasę przez Wielkie Równiny.
Pierwszym miastem na trasie US 2 po dotariu do Wielkich Równin jest Browning. Jest to największa miejscowość położona na terenie Rezerwatu Indian Blackfeet. W dalszej kolejności trasa biegnie przez miasta Cut Bank i Shelby. Od miasta Shelby do granicy z Dakotą Północną, US 2 biegnie przez teren znany jako „Golden Triangle”. Obszar ten jest jednym z najbardziej produktywnych regionów rolniczych w kraju. W drodze między miastami Shelby i Havre, US 2 przebiega przez kilka mniejszych miejscowości. Około 24 kilometry na południe od miasta Havre znajduje się Rezerwat Indian Rocky Boy. Po opuszczeniu miasta Havre, US 2 biegnie na wschód do miasta Malta, po drodze biegnąc przez Rezerwat Indian Fort Belknap. Po oddaleniu się od miasta Malta, US 2 biegnie do miasta Glasgow, a następnie biegnie przez Rezerwat Indian Fort Peck (odcinek US 2 biegnący przez ten rezerwat ma długość 83 mil). US 2 w rezerwacie Fort Peck biegnie przez takie miasta jak Wolf Point i Poplar, po czym opuszcza rezerwat. Ostatnim miastem na trasie U. S. Route 2 jest Bainville, po którego opuszczeniu US 2 kieruje się w stronę granicy Montana – Dakota Północna.

#### Dakota Północna
Największe miasta położone wzdłuż magistrali US 2 w stanie Dakota Północna to: Williston, Minot, Devils Lake i Grand Forks. Miasta te są położone od 75 do 100 mil na północ od autostrady międzystanowej nr 94.
US 2 w stanie Dakota Północna przecina dwie magistrale dwujezdniowe biegnące w kierunku północno-południowym - są to: U.S. Route 83 w mieście Minot i autostrada międzystanowa nr 29 w Grand Forks. Oprócz nich, US 2 przecina cztery inne jednojezdniowe magistrale U.S. Route - są to kolejno: U.S. Route 85 w Williston (obecnie modernizowana z dwóch do czterech pasów ruchu), U.S. Route 52 w Minot, U.S. Route 281 w Churchs Ferry (miasteczko położone na zachód od Devils Lake, które zamieszkuje zaledwie 12 osób) i U.S. Route 81 w Grand Forks. Wszystkie wymienione magistrale biegną na południe, do południowej części Stanów Zjednoczonych lub do granicy państw USA – Meksyk.
Cały odcinek magistrali US 2 w Dakocie Północnej posiada dwie jezdnie ruchu (oprócz odcinka między miastem Williston a granicą stanów Dakota Północna - Montana o długości 12 mil, który jest drogą jednojezdniową). Odcinek między miastami Grand Forks i Minot został przebudowany z jednej do dwóch jezdni w 1996 roku, natomiast odcinek między miastami Minot i Williston został przebudowany w 2008 roku, w ramach kampanii rozpoczętej kilka lat temu o nazwie „Across the State in Two Thousand Eight” (ang. Wzdłuż stanu w 2008). Obecnie, odcinek dwupasmowej magistrali US 2 z miasta Williston do granicy stanów Dakota Północna – Minnesota wynosi 343 mile (552 km), a jednopasmowy odcinek US 2 z miasta Williston do granicy Dakota Północna - Montana wynosi 12 mil (19 km). Gubernator stanu Dakota Północna zapowiedział, że jednopasmowy odcinek US 2 z miasta Williston do granicy Dakota Północna - Montana zostanie zmodernizowany do dwóch jezdni, pod warunkiem, że odcinek drogi US 2 w stanie Montana również będzie modernizowany.
Odcinek magistrali US 2 między miastami Williston i Minot biegnie przez kilka wysoko położonych miejsc, z których można podziwiać widok na dalej położone prerie. Między miastami Minot i Grand Forks, US 2 przebiega przez teren będący mieszanką pastwisk, gospodarstw rolnych, terenów podmokłych i małych jezior. US 2 biegnie niedaleko jeziora o nazwie Devils Lake położonego w sąsiedztwie miasta o tej samej nazwie.
W mieście Rugby, US 2 mija miejsce oznaczone w 1931 roku jako geograficzny środek Ameryki Północnej. Obelisk położony w tym miejscu został przemieszczony w 1971 roku, kiedy magistrala US 2 została rozbudowana z jednego do dwóch pasów ruchu.

#### Minnesota

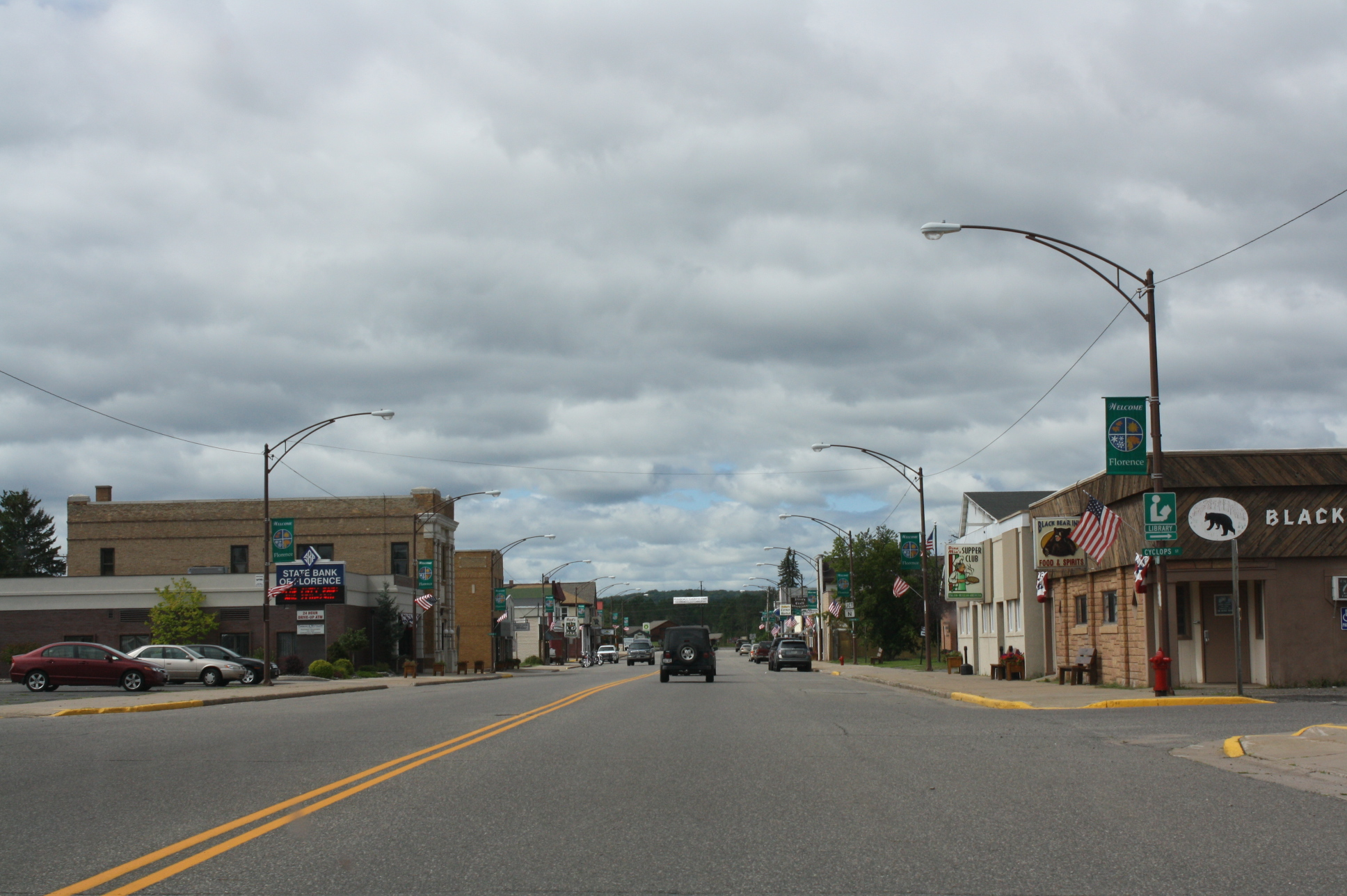
US 2 w miejscowości Florence w stanie Wisconsin

Odcinek magistrali US 2 między miastami Cass Lake i Bemidji nosi nazwę Paul Bunyan Expressway. W mieście Grand Rapids, US 2 krzyżuje się z U.S. Route 169 oraz przebiega przez rzekę Missisipi. Między miastami Duluth i Superior, US 2 biegnie przez most Richard I. Bong Memorial Bridge, którego długość wynosi ok. 3600 metrów.
Odcinek US 2 w stanie Minnesota wynosi 264 mile, z czego 146 mil to droga dwupasmowa - dwupasmowy odcinek US 2 znajduje się w północno-zachodniej części stanu Minnesota.

#### Wisconsin
Po przekroczeniu mostu Richard I. Bong Memorial Bridge, US 2 dociera do miasta Superior i przyjmuje nazwę Belknap Street. Na wschód od centrum, US 2 łączy się z U.S. Route 53 i przyjmuje East 2nd Street, z którą opuszcza miasto Superior. Magistrale US 2 i US 53 oddzielają się od siebie 10 mil na południowy wschód od Superior, po czym US 53 kieruje się na południe do miasta Eau Claire, natomiast US 2 biegnie na wschód do miasta Ashland. Odcinek magistrali US 2 w stanie Wisconsin kończy się w mieście Ironwood.
US 2 ponownie dociera do stanu Wisconsin ok. 108 mil na wschód od miasta Ironwood i biegnie przez miejscowość Florence, w której łączy się z U.S. Route 141. US 2 i US 141 biegną razem na odcinku o długości 14,5 mil (23,3 km), po czym rozdzielają się w mieście Iron Mountain w stanie Michigan.

#### Michigan

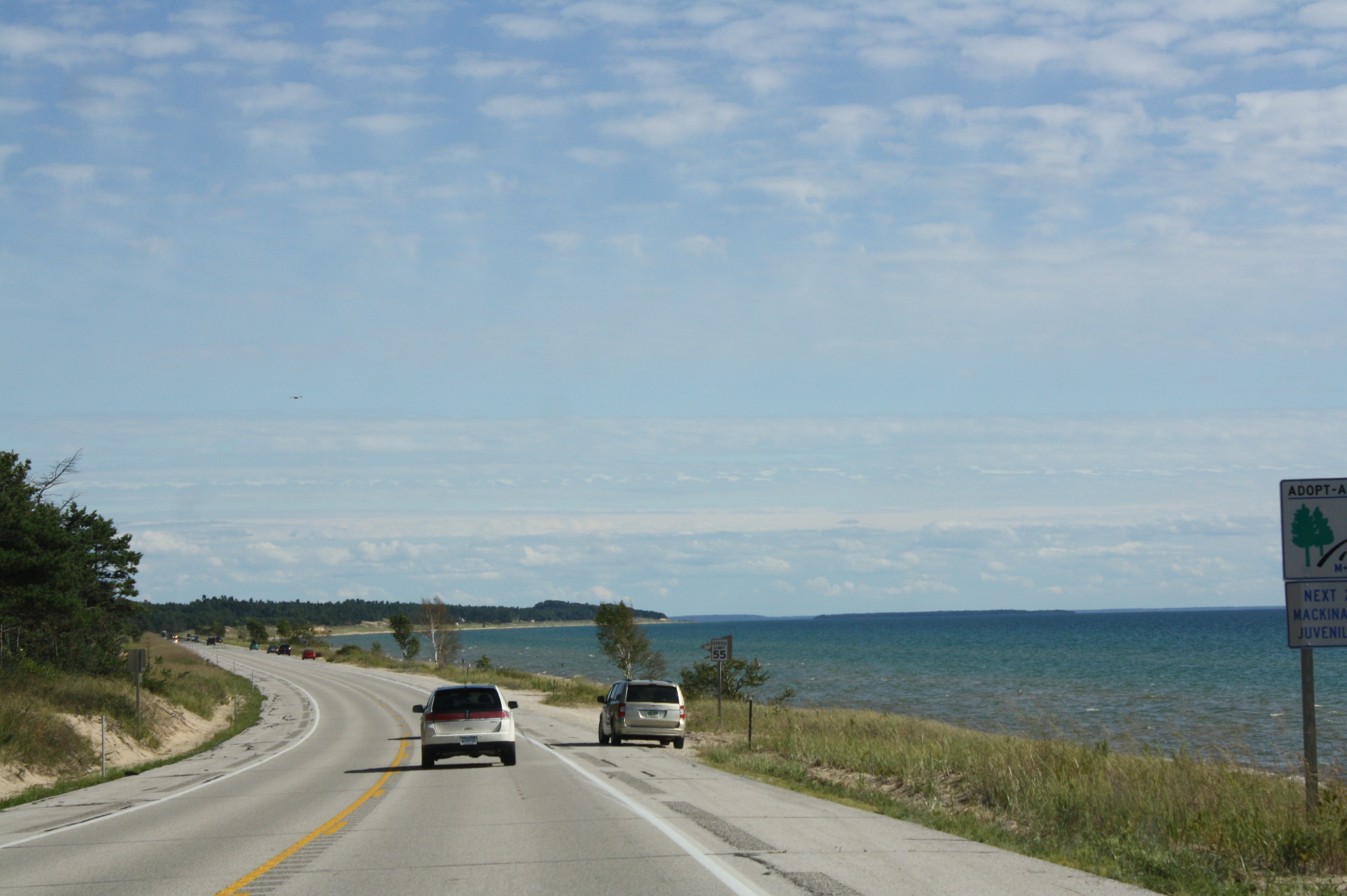
US 2 nad jeziorem Michigan

US 2 wkracza do stanu Michigan w mieście Ironwood, po czym biegnie na wschód do miasta Crystal Falls. W Crystal Falls, US 2 kieruje się na południe, a następnie po raz kolejny wkracza do stanu Wisconsin, gdzie przejeżdża przez miasto Wisconsin. Po opuszczeniu miejscowości Florence, US 2 ponownie dociera do stanu Michigan i rozpoczyna swój bieg przez Górny Półwysep, w którym biegnie kolejno przez miasta: Escanaba, Manistique i St. Ignace, po drodze biegnąc wzdłuż jeziora Michigan oraz przez lasy narodowe Ottawa i Hiawatha. US 2 w stanie Michigan kończy się przy skrzyżowaniu z autostradą międzystanową nr 75 – jest to jednocześnie koniec zachodniego segmentu magistrali US 2.

### Wschodni segment
| Stan          | Długość odcinka (mile) | Długość odcinka (km) |
| ------------- | ---------------------- | -------------------- |
| Nowy Jork     | 0,9                    | 1,45                 |
| Vermont       | 150,40                 | 242,05               |
| New Hampshire | 35,40                  | 56,97                |
| Maine         | 272,8                  | 439,05               |
| Razem         | 459,5                  | 739,5                |

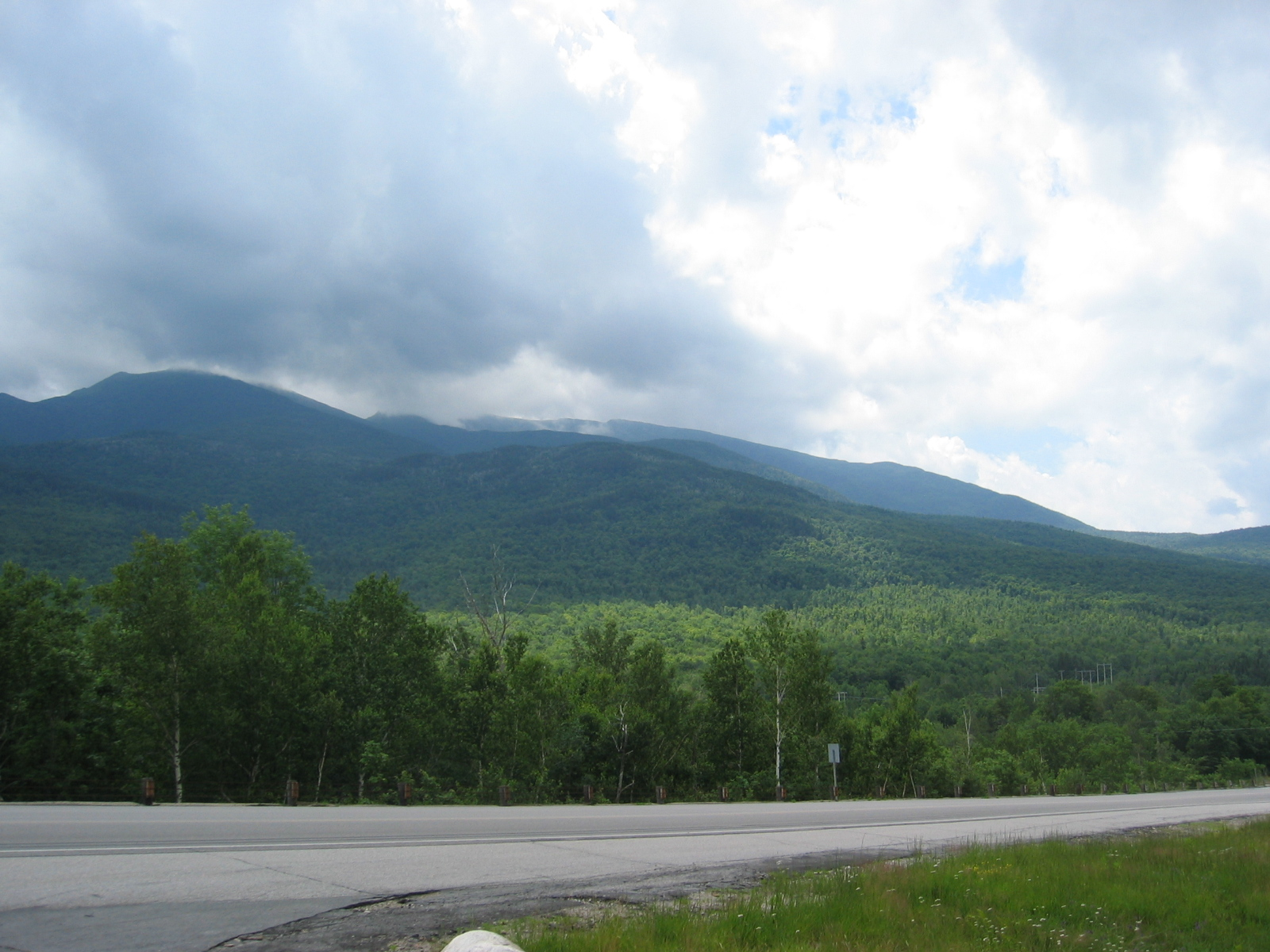
US 2 w stanie Vermont

Wschodni segment magistrali US 2 biegnie przez północne stany Nowej Anglii.

#### Nowy Jork
Wschodni segment US 2 rozpoczyna się w pobliżu jeziora Champlain przy skrzyżowaniu z U.S. Route 11 w miejscowości Rouses Point w stanie Nowy Jork (około jedną milę na południe od granicy z Kanadą), gdzie US 2 kieruje się na wschód, po czym opuszcza Rouses Point i biegnie przez rzekę Richelieu, jednocześnie wkraczając do stanu Vermont.

#### Vermont
US 2 w stanie Vermont rozpoczyna się w gminie Alburgh w hrabstwie Grand Isle. W hrabstwie Grand Isle, US 2 biegnie przez gminy Alburgh, North Hero i South Hero, które są położone na wyspach na jeziorze Champlain – są one połączone ze sobą za pomocą mostów drogowych. Po opuszczeniu hrabstwa Grand Isle, US 2 wjeżdża do gminy Milton w hrabstwie Chittenden. W Milton, US 2 kieruje się na południe, wzdłuż autostrady nr 89, do miasta Burlington. W mieście Burlington, US 2 kieruje się na wschód i ponownie biegnie wzdłuż autostrady nr 89 przez całą drogę do miasta Montpelier w hrabstwie Washington. Po opuszczeniu miasta Montpelier, US 2 oddala się od autostrady nr 89 i kieruje się na północny wschód do gminy Saint Johnsbury, a następnie biegnie przez hrabstwo Essex. US 2 opuszcza stan Vermont w gminie Guildhall, w której US 2 przebiega przez rzekę Connecticut.

#### New Hampshire
Po przejechaniu rzeki Connecticut, US 2 dociera do stanu New Hampshire i wjeżdża do gminy Lancaster, po czym kieruje się na południowy wschód do sąsiedniej gminy o nazwie Jefferson. W Jefferson, US 2 kieruje się na wschód do gminy Gorham, po drodze biegnąc wzdłuż północnej granicy lasu narodowego White Mountain. W gminie Gorham, US 2 krzyżuje się z drogą stanową New Hampshire Route 16, która jest główną magistralą biegnącą przez wschodnią część lasu White Mountain. W gminie Gorham, US 2 rozpoczyna swój bieg wzdłuż rzeki Androscoggin i biegnie w stronę gminy Shelburne, w której kończy się odcinek magistrali US 2 w stanie New Hampshire.

#### Maine
US 2 rozpoczyna swój bieg w stanie Maine, w gminie Gilead. Wschodni segment magistrali US 2 kończy się w gminie Houlton, przy skrzyżowaniu z autostradą międzystanową nr 95, w pobliżu granicy Stanów Zjednoczonych z Kanadą.

## Główne skrzyżowania

### Zachodni segment
| Przypis           | Znacznik drogi | Nazwa drogi                                                  | Lokalizacja                               |
| ----------------- | -------------- | ------------------------------------------------------------ | ----------------------------------------- |
| Początek segmentu |                | Autostrada międzystanowa nr 5                                | Everett (Waszyngton)                      |
|                   |                | U.S. Route 97                                                | Peshastin (Waszyngton)                    |
|                   |                | Autostrada międzystanowa nr 90/U.S. Route 395/U.S. Route 195 | Spokane                                   |
|                   |                | U.S. Route 95                                                | Sandpoint (Idaho)                         |
|                   |                | U.S. Route 93                                                | Kalispell (Montana)                       |
|                   |                | U.S. Route 89                                                | Browning (Montana)                        |
|                   |                | Autostrada międzystanowa nr 15                               | Shelby (Montana)                          |
|                   |                | U.S. Route 85                                                | Williston (Dakota Północna)               |
|                   |                | U.S. Route 52                                                | Minot (Dakota Północna)                   |
|                   |                | U.S. Route 281                                               | w pobliżu Churchs Ferry (Dakota Północna) |
|                   |                | U.S. Route 81                                                | Grand Forks (Dakota Północna)             |
|                   |                | Autostrada międzystanowa nr 29                               | Grand Forks (Dakota Północna)             |
|                   |                | U.S. Route 71                                                | Bemidji (Minnesota)                       |
|                   |                | Autostrada międzystanowa nr 35                               | Duluth (Minnesota)                        |
|                   |                | U.S. Route 51                                                | Hurley (Wisconsin)                        |
|                   |                | U.S. Route 45                                                | w pobliżu gminy Watersmeet (Michigan)     |
|                   |                | U.S. Route 41                                                | w pobliżu Escanaba                        |
|                   |                | U.S. Route 8                                                 | Norway (Michigan)                         |
| Koniec segmentu   |                | Autostrada międzystanowa nr 75                               | St. Ignace (Michigan)                     |

### Wschodni segment
| Przypisy          | Znacznik drogi | Nazwa drogi                                 | Lokalizacja              |
| ----------------- | -------------- | ------------------------------------------- | ------------------------ |
| Początek segmentu |                | U.S. Route 11                               | Rouses Point (Nowy Jork) |
|                   |                | Autostrada międzystanowa nr 89/U.S. Route 7 | Colchester (Vermont)     |
|                   |                | Autostrada międzystanowa nr 91/U.S. Route 3 | St. Johnsbury (Vermont)  |
| Koniec drogi      |                | Autostrada międzystanowa nr 95              | Houlton (Maine)          |

## Historia

Znacznik używany na trasie szlaku samochodowego Theodore Roosevelt International Highway

Duża część trasy, którą biegnie magistrala US 2, jest wytyczona wzdłuż nieistniejącego już szlaku samochodowego o nazwie Theodore Roosevelt International Highway. Była to główna magistrala, wybudowana w lutym 1919 roku, łącząca miasta Portland (Oregon) i Portland (Maine); została nazwana na cześć zmarłego prezydenta Theodore’a Roosevelta. Magistrala ta opuszczała miasto Portland (Maine) od strony północno-zachodniej, po czym biegła m.in. przez miasta Montpelier i Burlington. W mieście Burlington magistrala rozpoczynała swój bieg przez jezioro Champlain – kierowcy, którzy chcieli przekroczyć to jezioro, musieli przeprawić się ze swoimi autami za pomocą promu. Po przeprawieniu się przez jezioro, magistrala biegła przez północną część stanu Nowy Jork, przez miasta Watertown, Rochester i Buffalo. W dalszej kolejności magistrala biegła przez południową część stanu Ontario, a następnie przez miasto Detroit. Po opuszczeniu miasta Detroit, magistrala kierowała się na północ, w stronę miast Saginaw i Alpena, po czym docierała do Górnego Półwyspu w północnej części stanu Michigan. Na terenie Górnego Półwyspu magistrala kierowała się na zachód, po czym biegła wzdłuż trasy, po której jest wytyczona magistrala U.S. Route 2. W mieście Spokane, magistrala Theodore Roosevelt International Highway kierowała się na południe, po czym biegła przez miasta Walla Walla i Pendleton. W Pendleton, magistrala przyjmowała nazwę Columbia River Highway i ponownie kierowała się na zachód, w kierunku miasta Portland. Odcinek magistrali Theodore Roosevelt International Highway, który został wybudowany jako ostatni, przebiegał przez Przełęcz Marias, na terenie Parku Narodowego Glacier.
W latach 1922–1926, kiedy w Nowej Anglii funkcjonował system numerowania dróg (ang. New England road marking system), odcinek magistrali Theodore Roosevelt Inernational Highway był oznakowany jako Route 18 (na trasie między miastami Portland i Montpelier) i Route 14 (między miastami Montpelier i Burlington). W 1924 roku, magistrala została oznaczona jako Route 3 w stanie Nowy Jork. W 1925 roku, kiedy opracowywano system dróg międzystanowych U.S. Routes, odcinek magistrali Theodore Roosevelt International Highway między miastami St. Ignace (Michigan) i Bonners Ferry (Idaho) został oznaczony jako U.S. Route 2. Na wschód od miasta St. Ignace, U.S. Route 2 miała kierować się na północ, do miasta Sault Ste. Marie, w którym znajduje się przejście graniczne między Stanami Zjednoczonymi i Kanadą. Magistrala U.S. Route 2 ponownie pojawiała się w Rouses Point w stanie Nowy Jork, gdzie biegła wzdłuż trasy Route 30. Między miastami Burlington i St. Johnsbury, U.S. Route 2 ponownie biegła wzdłuż Theodore Roosevelt International Highway. W St. Johnsbury, US 2 i Theodore Roosevelt International Highway rozdzielały się - US 2 kierowała się na wschód, do Houlton, natomiast Theodore Roosevelt International Highway kierowała się na południowy wschód, do miasta Portland.
Pod koniec 1926 roku, odcinek magistrali Theodore Roosevelt International Highway między miastami Portland i Pendleton został oznakowany jako U.S. Route 30. We wschodniej części stanu Waszyngton, magistrala została oznakowana jako U.S. Route 195, natomiast w południowej części stanu Michigan została oznakowana jako U.S. Route 23. Na początku lat 30., na terenie stanu Nowy Jork, magistrala została oznakowana jako U.S. Route 104, natomiast między miastami Littleton i Portland, magistrala została oznaczona jako U.S. Route 302. W 1946 roku, magistrala U.S. Route 2 została wydłużona z Bonners Ferry do miasta Everett.

### Michigan
W latach 1926–1933, magistrala U.S. Route 2 biegła między miastami Ironwood i St. Ignace. W 1933 roku, magistrala US 2 w stanie Michigan została wydłużona o odcinek między miastami St. Ignace do Sault Ste. Marie. Odcinek ten otrzymał nazwę Mackinac Trail.
W 1957 roku wybudowano pierwszy odcinek autostrady między miastami St. Ignace i Sault Ste. Marie, która zastąpiła trasę Mackinac Trail. W 1961 roku autostrada została oznakowana jako autostrada międzystanowa nr 75, która będzie łączyła miasta Sault Ste. Marie i Hialeah na Florydzie. W 1963 roku, kiedy została zakończona budowa autostrady nr 75, odcinek magistrali US 2 między miastami St. Ignace i Sault Ste. Marie został przeniesiony z Mackinac Trail na autostradę nr 75.
W 1983 roku, magistrala US 2 została skrócona o odcinek między miastami St. Ignace i Sault Ste. Marie.

### Wschodni segment
W latach 1922–1926, odcinek dzisiejszej magistrali US 2 między gminami Danville w stanie Vermont a Houlton w stanie Maine był oznakowany jako New England Route 15. Odcinek trasy New England Route 15, który nie został oznakowany jako U.S. Route 2, otrzymał nazwę Vermont Route 15.
Pozostałe odcinki U.S. Route 2, które nie były wcześniej oznakowane jako New England Route 15, nosiły nazwy:
- New England Route 18 – Montpelier – Danville
- New England Route 14 – Burlington – Montpelier
- New England Route 30 – Alburgh – Burlington